# Fotoqueratitis
La fotoqueratitis es una enfermedad que ocurre cuando se tiene una alta exposición a los rayos ultravioleta, a lo cual el cuerpo reacciona con la aparición de pequeñas ulceraciones en la córnea.

## Epidemiología
Es común entre los deportistas de juegos invernales, y en quienes viven o visitan lugares cercanos a los polos, o al no utilizar máscara cuando se usa una soldadora. Se debe principalmente a la falta o inadecuada protección a la radiación ultravioleta de la luz solar.

## Cuadro clínico
Los principales síntomas son:
- Aparición de ulceraciones en la córnea
- Disminución de la visión
- Sensación de tener un cuerpo extraño bajo el párpado
- Aumento del parpadeo
- En casos extremos provoca lagrimeo y fotofobia

## Diagnóstico
El uso de un tinte fluorescente revelará zonas dañadas por la diferente absorción bajo luz ultravioleta.

## Tratamiento
Los efectos de esta enfermedad normalmente son reversibles, a menos de que se trate de un daño importante que se puede presentar por una gran exposición a los rayos ultravioleta; en estos casos se puede presentar una lesión importante por exceso de oxidación. Si se guarda reposo y se descansa la vista las lesiones provocadas pueden cicatrizar solas; también se puede utilizar pomadas lubricantes y antibióticos para prevenir alguna infección de las heridas.

## Eritropsia de la nieve

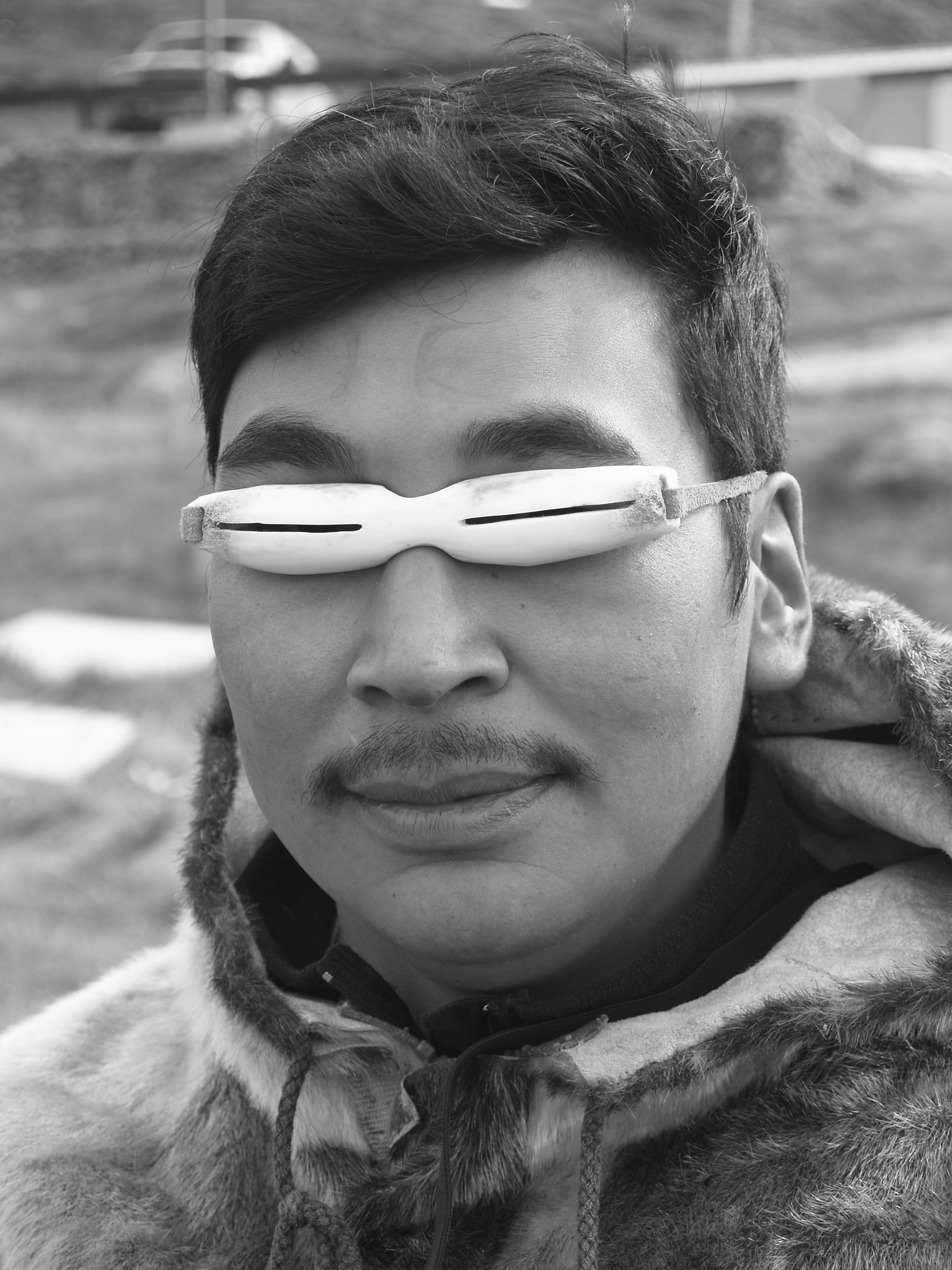
gafas de los inuit

Esta enfermedad es parecida a la oftalmia de la nieve pero es aún más rara. Es una forma menor de fototraumatismo macular, se provoca cuando hay una alta exposición a la luminosidad lo que lleva a una saturación del blanco del ojo que origina una visión monocromática.
El caso más grave de esta enfermedad se provoca por mirar al sol directamente, la retina se quema por los rayos ultravioleta y se tiene la sensación de que se ve una mancha oscura.

### Gafas de los inuit
Los Inuit, Yupik y otros pueblos del Ártico, han cortado, desde tiempos ancestrales, gafas para la nieve a partir de materiales como trozos de madera o astillas de caribú, como ayuda para evitar la ceguera de la nieve. Las gafas, con forma curva para adaptarse a la cara del usuario y con un rebaje central para permitir pasar la nariz, dejan pasar una pequeña cantidad de luz a través de una rendija estrecha cortada, de lado a lado, a lo largo de su longitud; se sujetan a la cabeza mediante un cordón de tendón de caribú.